# Ley de Reforma del Estado
La Ley de Reforma del Estado (formalmente, Reforma del Estado, Ley N.º 23 696) fue una ley aprobada en agosto de 1989 en Argentina, durante el gobierno de Carlos Menem. Autorizaba al presidente a proceder con la privatización de un gran número de empresas estatales y a la fusión y disolución de diversos entes públicos.
La iniciativa fue impulsada por el oficialista Partido Justicialista y sus aliados, entre ellos la UCeDe, que apoyaron en gran medida su aplicación por el gobierno menemista. Álvaro Alsogaray sostenía por aquel entonces que «achicar el estado es agrandar la Nación». 
Roberto Dromi justificaba la necesidad de la ley de la siguiente manera:

Las privatizaciones tenían varios objetivos. Uno era obtener recursos para paliar el déficit fiscal y poder equilibrar el presupuesto del Estado, porque con eso era posible un mecanismo de convertibilidad. Otro era dar eficiencia a los servicios públicos, requiriendo a los inversores una mejor prestación que la que brindaba el Estado. Otro era plantearle a los inversores compromisos importantes de inversión, y esto se puede ver en casi todas las privatizaciones de los servicios públicos.